# 李干杰
李干杰（1964年11月11日—），湖南望城人，中国共产党、中华人民共和国政治人物，副国级领导人。1989年7月参加工作，1984年加入中国共产党。清华大学工程物理系核反应堆工程专业毕业，核反应堆工程及安全专业硕士研究生学历，工学硕士，高级工程师。曾任生态环境部部长、山东省人民政府省长、中共山东省委书记、中央组织部部长。现任中共中央政治局委员、中央书记处书记、中央统战部部长。是中共第十九届，第二十届中央委员，第二十届中央政治局委员中最年轻者。
李干杰被广泛认为是习近平派系中清华大学系成員之一。

## 生平

### 早年经历
1981年 ，17岁的李干杰考入清华大学工程物理系，学习核反应堆工程专业，1986年7月本科毕业。本科毕业后，他在清华大学核能技术设计研究院继续读研究生，学习反应堆工程与安全专业，1989年7月毕业，获硕士学位。

### 国家核安全局
1989年7月，任国家核安全局北京核安全中心助理工程师。1990年9月至1991年2月在北京第二外国语学院学习法语。1991年9月至1993年1月，在法国核安全与辐射防护研究院进修。
1993年3月至1998年7月，任国家核安全局主任科员、副处长、处长。1998年1月至1999年1月在湖南省平江县挂职，任中共平江县委副书记:684。1999年1月，任中国驻法国大使馆科技一等秘书。

### 国家环保总局及环境保护部
2000年7月，任国家环保总局核安全司正处级干部、副司长。2001年7月，任国家环保总局核安全中心主任（正局级）兼党委副书记。2002年7月，任国家环保总局核安全司司长，并兼任核安全中心主任、党委副书记至2005年7月。2005年3月至2006年1月，在中央党校一年制中青班学习。2006年12月，任国家环保总局副局长兼国家核安全局局长。2008年3月，机构改革后任环境保护部副部长兼国家核安全局局长。

### 河北省
2016年10月，任中共河北省委副书记。

### 重返环境部
2017年5月，任环境保护部党组书记。6月27日，經十二届全国人大常委会第二十八次会议表決，出任環保部部長。
2018年2月24日，当选为第十三届全国人大代表。2018年3月，任新组建的生态环境部部长。

### 山东省
2020年4月，任中共山东省委副书记、代省长。7月21日，山东省第十三届人民代表大会第四次会议选举李干杰为山东省省长。
2021年9月，李干杰任山东省委书记，接替因年龄原因卸任的刘家义，成为时任最年轻的省级行政区党委书记。同年10月，当选山东省人大常委会主任。

### 中央政治局
2022年10月，57岁的李干杰在中共二十届一中全会上当选为中共中央政治局委员和中央书记处书记。晋升副国级，成为党和国家领导人。12月29日，不再兼任山东省委书记。2023年1月18日，不再兼任山东省人大常委会主任。
2023年3月4日，任第十四届全国人民代表大会第一次会议主席团常务主席，在所有常务主席中排名第二，仅次于中央政治局常委赵乐际。3月27日，任中央巡视工作领导小组副组长。4月5日，任中央学习贯彻习近平新时代中国特色社会主义思想主题教育领导小组常务副组长。2023年4月起接替陈希担任中共中央组织部部长。
2025年3月31日，中共中央政治局召开会议，《星岛日报》报道，中共中央在該次會議上決定，對調李干杰與中央統戰部部長石泰峰的职务。4月2日傍晚，新华社和中组部主管的共产党员网分别发布消息，石泰峰于当日以中共中央组织部部长的身份听取部机关深入贯彻中央八项规定精神学习教育开展情况，而原中共中央组织部部长李干杰则当日以中共中央统战部部长的身份主持各民主党派中央、无党派人士长江生态环境保护民主监督工作座谈会，即向外界公布二人已完成职务对调。《星岛日报》认为，虽然中共党内一直存在干部交流，但如此高级别领导人的对调仍然是相当罕见的。